# Правила безопасности при обращении с оружием и боеприпасами

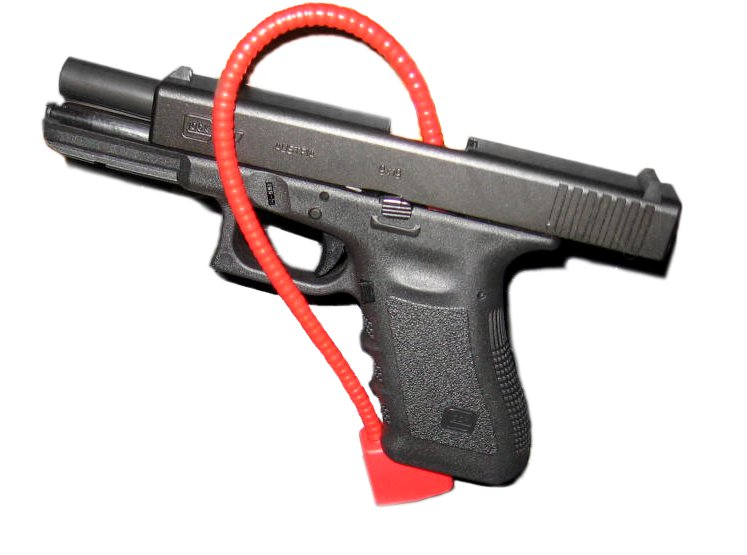
Glock 19 разряжен и заперт для транспортировки (или хранения) тросовым замком через кожух-затвор и рамку.

Безопасность оружия означает применение безопасных методов и процедур, связанных с использованием, транспортировкой и хранением оружия. Безопасность оружия также включает в себя инструктаж по технике безопасности для пользователей оружия, Обеспечение безопасности конструкции оружия, безопасное то есть правильное эксплуатационное состояние оружия и соответствующих патронов.
Безопасность обращения с оружием — это также формальное и неформальное регулирование распространения и использования оружия с целью предотвращение непреднамеренных травм, или смертельных исходов, а также связанных с использованием оружия болезней. Сюда входят несчастные случаи, такие как случайный выстрел, небрежное обращение с оружим (например игнорирование неисправности огнестрельного оружия или неправильное использование предохранительных устройств) приводящее к выстрелу, а также последствия неправильной эксплуатации оружия, такие как потеря слуха, отравление свинцом от пуль внутри невентилируемых помещений или другими опасными материалами (напр. пороховыми газами).

## Безопасное обращение с оружием
В литературе часто описываются правила обращения с оружием, из них упоминаются 4 правила безопасного обращения с оружием.
- Всегда обращайтесь со всем оружием так, как если бы оно было заряжено.

Никогда не предполагайте, что оружие разряжено. Убедитесь, что ружье разряжено каждый раз, прежде чем брать его в руки или транспортировать.
- Никогда не нацеливайте его на предмет, который может вызвать опасность или причинить ущерб окружающим при попадании в него пули.

Всегда направляйте ствол в безопасном направлении. Никогда не направляйте оружие на себя или другого человека.
- Не держите палец на спусковом крючке внутри дуги предохранительной скобы до тех пор, пока не увидите цель, в которую собираетесь стрелять, через прицел.
- Всегда будьте уверены в истинности цели, в которую стреляете, и в том, что за ней не находится другой объект не являющийся предметом огневого поражения.

## Неисправности оружия и безопасное состояние
Повреждение огнестрельного оружия, механический износ или неисправности, вызванные другими факторами, могут представлять угрозу безопасности, если их игнорировать. Засор ствола или оставшийся в стволе снег зимой уже становится причиной поломки оружия или более серьёзного инцидента, способного навести увечья окружающим.

## Безопасные патроны
Огнестрельное оружие должно использоваться только с патронами, предназначенными для него, находящимеся в исправном состоянии. Старые, слабые патроны представляют угрозу безопасности, если порох слежался, пуля покрылась слоем ржавчины и прилипла к гильзе, или гильза в плохом состоянии и рвется при выстреле. Патрон с недостаточной мощностью может привести к тому, что после срабатывания патрона пуля останется в стволе, что приведет к поломке оружия при следующем выстреле.

## Безопасное хранение оружия
Безопасное хранение оружия предотвращает хищение и несанкционированное использование оружия. Огнестрельное оружие должно храниться в защищенном от взлома и запертом сейфе, или в запертом помещении.